# Bussac, Dordogne
Bussac är en kommun i departementet Dordogne i regionen Nouvelle-Aquitaine i sydvästra Frankrike. Kommunen ligger i kantonen Brantôme som tillhör arrondissementet Périgueux. År 2022 hade Bussac 385 invånare.

## Befolkningsutveckling
Antalet invånare i kommunen Bussac
Referens:INSEE